# مقاطعة كواتشي
مقاطعة كواتشي (河内郡 Kawachi-gun) هي إحدى مقاطعات اليابان تقع في محافظة توتشيغي. حسب إحصاء عام 2005، بلغ عدد سكان المنطقة 76471، والكثافة السكانية 480.35 شخصًا لكل كيلومتر مربع. والمساحة الإجمالية 159.20 كيلومتر مربع.
المقاطعة بها مدينة واحدة، وهي:
- كامينوكاوا